# Peggy Guggenheim
Peggy Guggenheim (26 de agosto de 1898 - 23 de dezembro de 1979) cujo nome verdadeiro era Marguerite, foi uma das colecionadoras e mecenas mais destacadas do século XX. Seu estilo de vida excêntrico atraiu também a atenção pública. Filha de uma família de milionários norte-americanos, seu pai era o empresário Benjamin Guggenheim, que morreu no naufrágio do RMS Titanic em abril de 1912. Peggy no entanto seguiu a tradição do tio, Salomon R. Guggenheim, fundador de um museu em Nova York com o seu nome. Peggy adquiriu, entre 1938 e 1979, obras dos artistas contemporâneos mais importantes, como Pablo Picasso, Georges Braque, Fernand Léger, Vasili Kandinsky, Paul Klee, Marc Chagall e Kurt Schwitters. Os artistas mais representados em sua coleção são Max Ernst, com quem casara nos anos 40, e Jackson Pollock, a quem ajudou na primeira exposição. Sua coleção, que após a sua morte passou para a fundação Salomon R. Guggenheim, pode ser visitada desde 1949 no Palácio dos Leões, em Veneza.